# Poltys timmeh
Poltys timmeh är en spindelart som beskrevs av Smith 2006. Poltys timmeh ingår i släktet Poltys och familjen hjulspindlar. Inga underarter finns listade i Catalogue of Life.